# 寺下镇
寺下乡，是中华人民共和国江西省赣州市上犹县下辖的一个乡镇级行政单位。

## 行政区划
寺下乡下辖以下地区：
寺下村、新华村、杨梅村、富足村、新圩村、珍珠村、龙潭村、泥坑村和坛前村。